# گوجه آغاجی
گوجه آغاجی نام منطقه‌ای در سمت شمال دهستان خانندبیل غربی در بخش مرکزی شهرستان خلخال است